# 马岭古墓群
马岭古墓群，位于中国广西壮族自治区荔浦县马岭公社桂八路两侧及新寨大队不忧村、新村至凤凰大队庙、背岭一带土岭，为一个省级文物保护单位，类型为古墓群，为第二批广西壮族自治区文物保护单位，公布时间为1981年8月25日。
马岭古墓群的历史年代为汉～南朝。